# Lescun
Lescun é uma comuna francesa na região administrativa da Nova Aquitânia, no departamento dos Pirenéus Atlânticos. Estende-se por uma área de 66 km². Em 2010 a comuna tinha 167 habitantes (densidade: 2,5 hab./km²).